# Jo Aleh
Joanna Qesem Ayela „Jo“ Aleh, MNZM (* 15. Mai 1986 in Auckland) ist eine ehemalige neuseeländische Seglerin.

## Erfolge
Jo Aleh, die für die Royal New Zealand Yacht Squadron segelte, nahm an vier Olympischen Spielen teil. 2008 belegte sie in Peking mit der Bootsklasse Laser den siebten Rang. Vier Jahre darauf in London wurde sie gemeinsam mit Olivia Powrie in der 470er Jolle mit insgesamt 35 Punkten vor dem britischen und dem niederländischen Boot Olympiasiegerin. Bei den Olympischen Spielen 2016 in Rio de Janeiro gelang ihr mit Powrie ein erneuter Medaillengewinn. Mit 54 Punkten wurden sie dieses Mal von den Britinnen Hannah Mills und Saskia Clark zwar geschlagen, hielten aber alle anderen Konkurrenten auf Distanz und gewannen somit die Silbermedaille. Acht Jahre darauf belegte sie bei den Olympischen Spielen in Paris mit Molly Meech den siebten Platz. Bei Weltmeisterschaften gewann sie mit Olivia Powrie fünf Medaillen mit der 470er Jolle. Neben einer Bronzemedaille und drei Silbermedaillen wurden sie 2013 in La Rochelle Weltmeister.
Ende 2012 wurde sie, wie auch Powrie, für ihren Olympiaerfolg zum Member des New Zealand Order of Merit ernannt. 2015 zeichnete der Weltverband World Sailing Aleh und Powrie als Weltseglerinnen des Jahres aus.